# Caracal caracal caracal
Caracal caracal caracal es una subespecie de mamíferos carnívoros de la familia Felidae.

## Distribución geográfica
Se encuentra desde el Sudán hasta la Provincia del Cabo (Sudáfrica).